# Трапписты
О поэме Альфреда де Виньи см. Траппист (поэма)

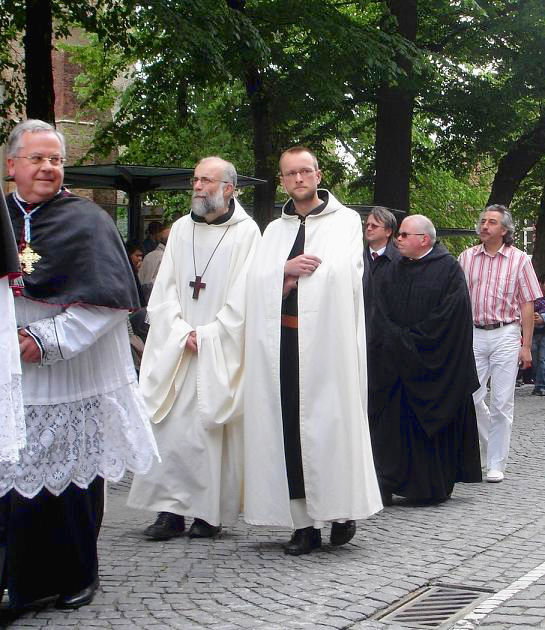
Траппистские монахи в белых хабитах

Траппи́сты, официально также Орден цистерцианцев строгого соблюдения (лат. Ordo Cisterciensis Strictioris Observantiae) — католический монашеский орден, ответвление цистерцианского ордена, основанный в 1664 году А.-Ж. ле Бутилье де Рансе, первоначально коммендатором, с 1662 аббатом цистерцианского монастыря в Ла-Траппe во Франции (откуда и название), как реформистское движение, в ответ на послабление правил и высокий уровень коррупции в других цистерцианских монастырях. Женская ветвь ордена была основана Луизой, принцессой де Конде.

## История
Попытки реформировать цистерцианский орден предпринимались с начала XVII века. К данному времени орден, сам основанный как реакция на упадок нравственности и благочестия в бенедиктинском монашестве в XI—XII веках, вступил в период глубокого кризиса, который выражался как в упадке и сокращении численности монастырей, так и в ослаблении соблюдаемых правил. В 1615 году аббат Клерво Д. Ларжантье реформировал один из главных центров ордена аббатство Клерво, восстановив там строгую дисциплину. В последующие десятилетия ещё ряд монастырей провели схожие реформы. Реформы поддерживались попечителями цистерцианцев, такими как кардинал де Ларошфуко.
Однако главной движущей силой реформы, приведшей к появлению «Ордена цистерцианцев строгого соблюдения», стал монастырь Ла-Трапп. Решительные реформы настоятеля монастыря А.-Ж. ле Бутилье де Рансе, проведённые им в Ла Траппе в 1664 году, вызвали одобрение многих влиятельных лиц церковной иерархии и привели к появлению ряда других монастырей с аналогичными правилами. Реформы восстанавливали строгое соблюдение бенедиктинского устава, обязательный физический труд монахов, строгие правила обета молчания и другие аскетические практики, в числе которых резкое ограничение обильности и разнообразия монастырских трапез. В 1666 году папа Александр VII одобрил реформу и узаконил существование цистерцианских монастырей строгого соблюдения, но сохранил их подчинённость главе цистерцианцев аббату Сито. Неофициально реформированные цистерцианцы стали известны как «трапписты».
Во время французской революции трапписты были изгнаны из Франции (вернулись в 1817 году) и поселились в Швейцарии, России и Пруссии, где также были преследуемы. В 1834 году папой Григорием XVI ордену было даровано название Религиозная конгрегация цистерцианцев Нотр-Дам из Ла-Трапп.
Во второй половине XIX века реформированные цистерцианцы развивались столь быстро, что превзошли численностью нереформированный орден. В 1878 году в Рим было направлено первое прошение об объединении всех реформированных монастырей в единый независимый монашеский орден, однако удовлетворены эти просьбы были лишь в 1888 году, когда папа Лев XIII утвердил создание ордена реформированных цистерцианцев из Ла-Трапп. Годом позже трапписты выкупили колыбель цистерцианского ордена аббатство Сито и восстановили там монашескую обитель. В начале XX века орден насчитывал около 80-и монастырей и более 4 000 монахов.
Во второй половине XX века трапписты резко выросли в численности за счёт миссий в Америке и Африке. В 1960 году ордену принадлежало более 170 монастырей. В 1990 году была одобрена обновлённая конституция ордена.

## Современность

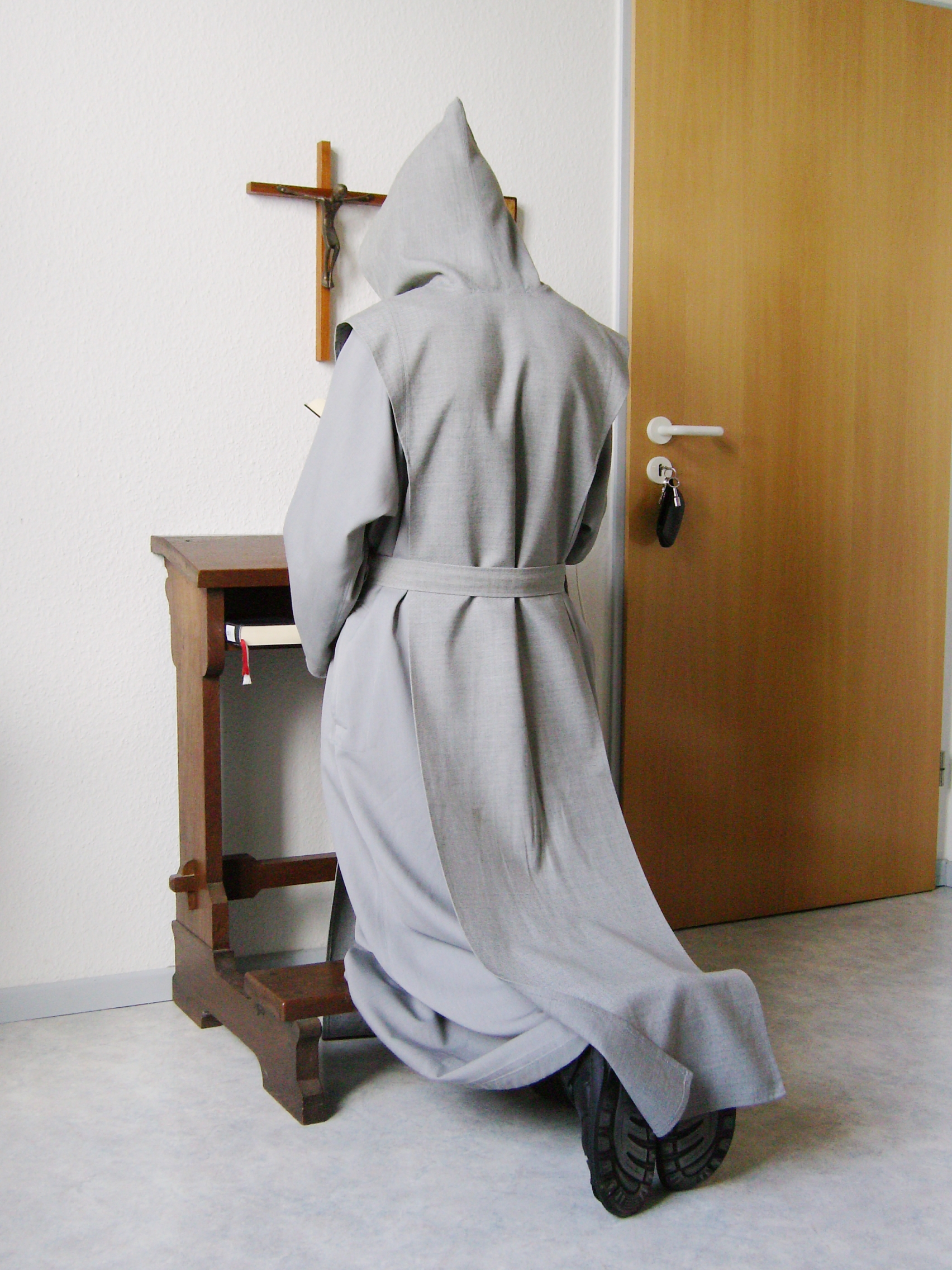
Монах-траппист

По данным на 2014 год число траппистов составляет 1963 монаха, из которых 756 священников. Женская ветвь ордена насчитывает около 1600 траппистинок. Ордену принадлежит 166 монастырей (96 мужских и 70 женских).
Трапписты соблюдают устав святого Бенедикта более строго, чем в остальных орденах. Они обязаны молиться 11 часов в сутки, трудиться (первоначально в поле), соблюдать обет молчания, прерываемый только для молитв, песнопений и по другим уважительным причинам, и строгий пост (полный запрет на мясо, рыбу и яйца), облегчаемый только для больных. Трапписты одеваются в хабит с капюшоном и поясом.
Монахи некоторых северных монастырей зарабатывали на жизнь изготовлением ликёров, а в Бельгии — известного пива. Другие монастыри производили сыр, хлеб, одежду и гробы.
В последние годы траппистам уделяют внимание из-за жизни и записей Томаса Мертона. Монастыри ордена  траппистов  существуют в ряде европейских стран, а также в США, Канаде, Азии, Африке и Австралии. Нередко люди (не обязательно католики) приходят в траппистские монастыри на короткое время (например, на выходные), чтобы получить курс и "заряд" своеобразной психотерапии, умиротворения и духовного утешения — провести время в молитве, медитации и молчании.

## Распорядок дня трапписта
- 2 часа — подъём, одеяние (белый хабит). По праздничным дням подъём в 1 час 30 мин.
- 2 часа 05 мин. — в церкви — малая служба, затем великий канон до 4 часов.
- 4 часа — каждый священник служит обедню. Затем три четверти часа свободного времени.
- 5 часов 30 мин. — зала капитула. Отец-аббат даёт наставления.
- 6 часов — назад в дортуар, где каждый монах располагает своего рода альковом. Наведение порядка. Затем служба Шестого часа.
- 8 часов — ежедневная торжественная обедня в присутствии всей общины. Завтрак.
- 9 часов — выход в поле или на иную работу. Одеяние: белый хабит, чёрная мантия. Монахи, исполняющие особые должности, расходятся по своим местам.
- 11 часов 30 мин. — общая трапеза. Суп, овощи или молочное блюдо, фрукты или мармелад. Стакан вина, пива или сидра.
- 12 часов 15 мин. — час отдыха. Можно полежать или погулять в саду.
- 13 часов 15 мин. — работа в поле, мастерских или на ферме. Оборудование — современное.
- 16 часов 30 мин. — вечерня в часовне. Монах возвращается на хоры 7 раз в день.
- 17 часов 15 мин. — ужин: овощи, сыр. С 15 сентября до Пасхи — 180 граммов хлеба и фрукт.
- 17 часов 45 мин. — перерыв: размышление в монастырской галерее или чтение в библиотеке, богословский доклад.
- 18 часов 30 мин. — повечерие.
- 19 часов — отход ко сну. С Пасхи до 14 сентября отход ко сну в 20 ч[2].